# Wzmacniacz magnetyczny

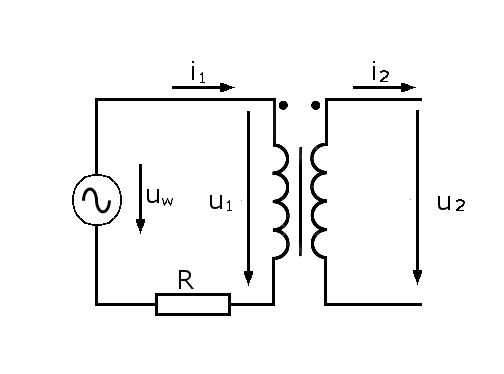
Wzmacniacz szeregowy

Wzmacniacz magnetyczny – układ elektryczny wykorzystujący do wzmacniania zmniejszenie impedancji (indukcyjności) uzwojenia przez podmagnesowanie rdzenia z ferromagnetyka.
Dla rdzenia nienasyconego impedancja jest duża, a dla nasyconego – mała.

## Zasada działania
Wzmacniacz wykorzystuje nieliniowość pętli histerezy przesuwając sygnałem wejściowym punkt pracy.
Zasilany jest napięciem zmiennym {\displaystyle U_{w}} albo impulsami i sterowany prądem {\displaystyle I_{2}} (stałym, przemiennym, impulsowym) lub zewnętrznym polem magnetycznym.
Prądem {\displaystyle I_{2}} podmagnesowuje się rdzeń dławika zmieniając jego indukcyjność i impedancje, a przez to i prąd obciążenia {\displaystyle R.}

## Podział ze względu na[2]

### Charakterystykę statyczną
- jednokierunkowy
- dwukierunkowy.

### Sprzężenie zwrotne
- brak
- wewnętrzne
- zewnętrzne
- mieszane.

### Kształt krzywej lub częstotliwość wyjściowa
- częstotliwość podstawowa
- częstotliwość podwojona
- prąd stały
- impulsy.

### Włączenie obciążenia
- szeregowe
- równoległe.

### Rdzenie
- jeden dwukolumnowy lub toroidalny
- dwa rdzenie
- czterokolumnowy
- otwarte.

### Podmagnesowanie
- prądem stałym albo zmiennym
- magnesem
- zbocznikowanie prostowników sprzężenia zwrotnego.

### Charakterystyka częstotliwościowa
- prądu stałego
- prądu zmiennego
- impulsowe.

### Rodzaj pracy
- liniowy
- przekaźnikowy.

## Przykłady
Występuje w wielu odmianach. Część odmian posiada nazwy własne np:
- amplistat – wzmacniacz magnetyczny na dwóch rdzeniach z zewnętrznym sprzężeniem zwrotnym,
- ferraktor – impulsowy wzmacniacz ferrytowo–diodowy,
- magnetometr transduktorowy – wzmacniacz sterowany zewnętrznym polem magnetycznym.